# Abbaye Notre-Dame de Bonnecombe
Pour les articles homonymes, voir Bonnecombe.
Cet article possède un paronyme, voir Abbaye de Bonnecombe (Izeaux).
L’Abbaye Notre-Dame de Bonnecombe est une abbaye de l’Aveyron, située sur la commune de Comps-la-Grand-Ville. Elle est consacrée en 1167 et fait partie du diocèse de Rodez et Vabres. Les derniers moines trappistes quittent l’abbaye en 1965.

## Situation géographique
L’abbaye de Bonnecombe se situe à une vingtaine de kilomètres au sud de Rodez, sur la route de Cassagnes-Bégonhès, dans le département de l’Aveyron, en bordure du Viaur qui descend du plateau du Lévézou.

## Histoire et occupation

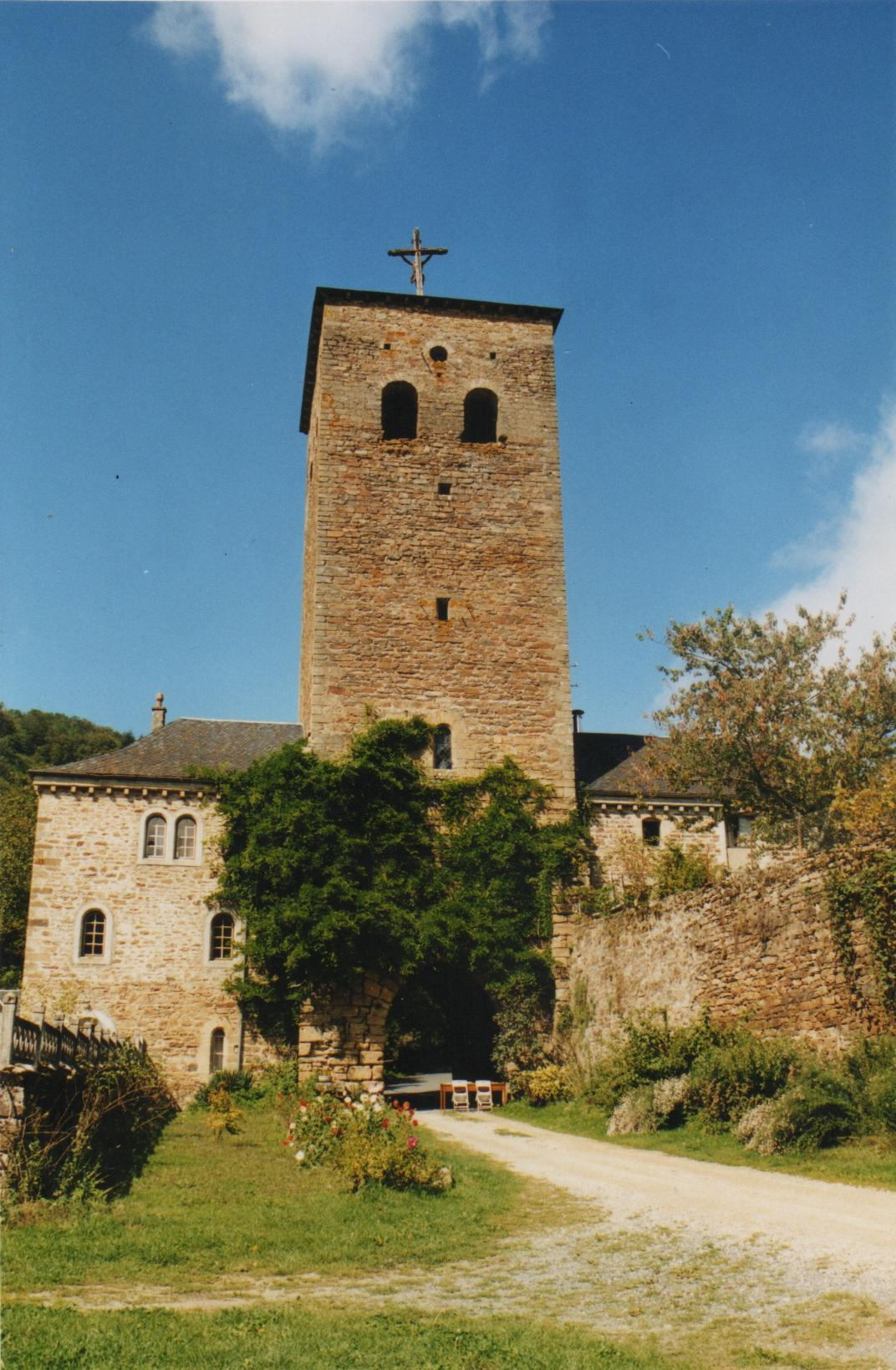
L'entrée de l'abbaye.

Cette abbaye cistercienne est fondée en 1162 par Raymond V, comte de Rouergue, et par Hugues, évêque de Rodez. Elle est consacrée le 3 janvier 1167 par Gausbert, abbé de Candeil, en Albigeois, qui envoie les premiers moines avec à leur tête Matfred, qu’il nomme abbé. Dès la fondation, ses relations avec l'abbaye de Bonneval sont tendues. Un accord sera trouvé et signé en 1217 pour la répartition des pacages de Gramond à Viaur.
De sa fondation à sa mise en commende en 1470, elle est dirigée par trente abbés qui lui donnent un rayonnement sur toute la partie occidentale du Rouergue ainsi que dans le nord de l’Albigeois et une partie du canton de Cassagnes. Elle commence à péricliter lors de sa mise en commende. Les abbés commendataires avaient leurs intérêts dans d’autres lieux et n’y résidaient pas. Les cisterciens seraient restés jusqu’en 1791.
Cette très imposante abbaye a été victime de nombreuses dégradations lors de la Révolution française, avant d’être restaurée par des moines cisterciens-trappistes d’Aiguebelle à partir de 1876-1877. Elle est alors à nouveau érigée en abbaye en 1895.
Le recrutement se tarissant dans la seconde moitié du XXe siècle, le chapitre conventuel décide la fermeture de la maison et les moines trappistes quittent Bonnecombe en 1965.
De 1965 jusqu’en 1968, l’abbaye accueille une communauté orthodoxe. Elle devient ensuite un centre de réinsertion pour des personnes sortant de prison. En 1980, elle est confiée par le diocèse de Rodez à la communauté de l’Arche (mouvement non-violent fondé par Lanza del Vasto). En 1998, elle est occupée par la communauté charismatique catholique des Béatitudes jusqu'au départ de ses membres au début des années 2010. À partir de 2005, l’Association Notre-Dame de Bonnecombe entretient les lieux, organise des manifestations cultuelles et culturelles.
Depuis 2017, l’abbaye est inoccupée et fermée à la visite.

## Architecture

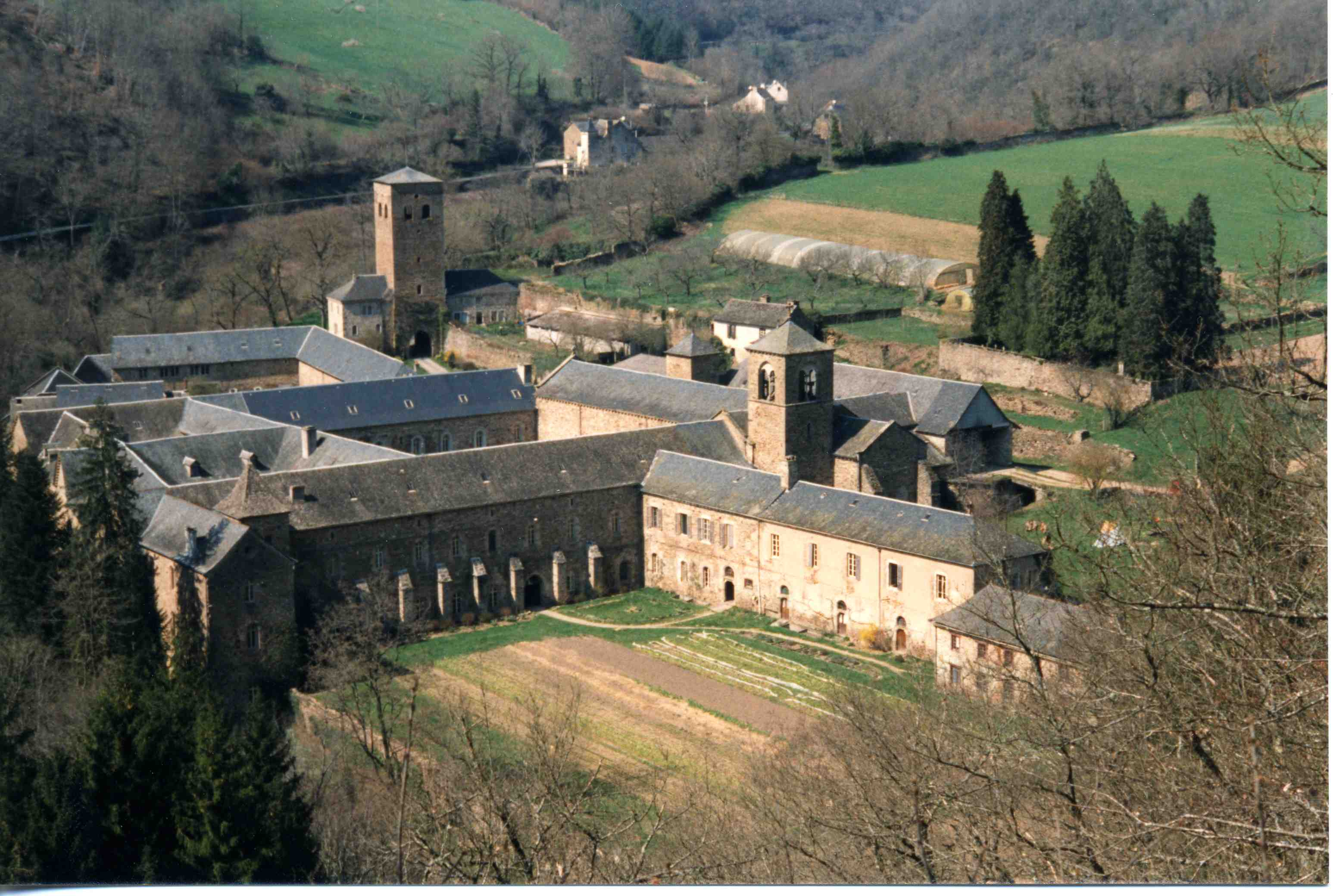
Vue générale depuis le côté des jardins, 1996.

### Porterie
Elle a la forme d'une tour-porte carrée, construite au cours de la guerre de Cent Ans pour se défendre contre les « routiers ». Elle porte le nom de tour Saint-Bernard.

### Église abbatiale
Le chœur et les deux chapelles latérales, les voûtes du transept et la totalité de la nef sont du XIIe siècle. Dans le chœur fut inhumé, en 1212, Hugues, évêque de Rodez.
Une partie des autels se trouve dans l'église de Carcenac-Salmiech. Un retable de style baroque réalisé en 1660 fut déplacé par l'abbé Mignonac, en 1806 en l'église de Comps. Le chœur de l'église étant trop petit, on procédera à la découpe du retable dans lequel on encastrera un tabernacle provenant d'un autre retable qui sera restauré en 1965.

### Cloître

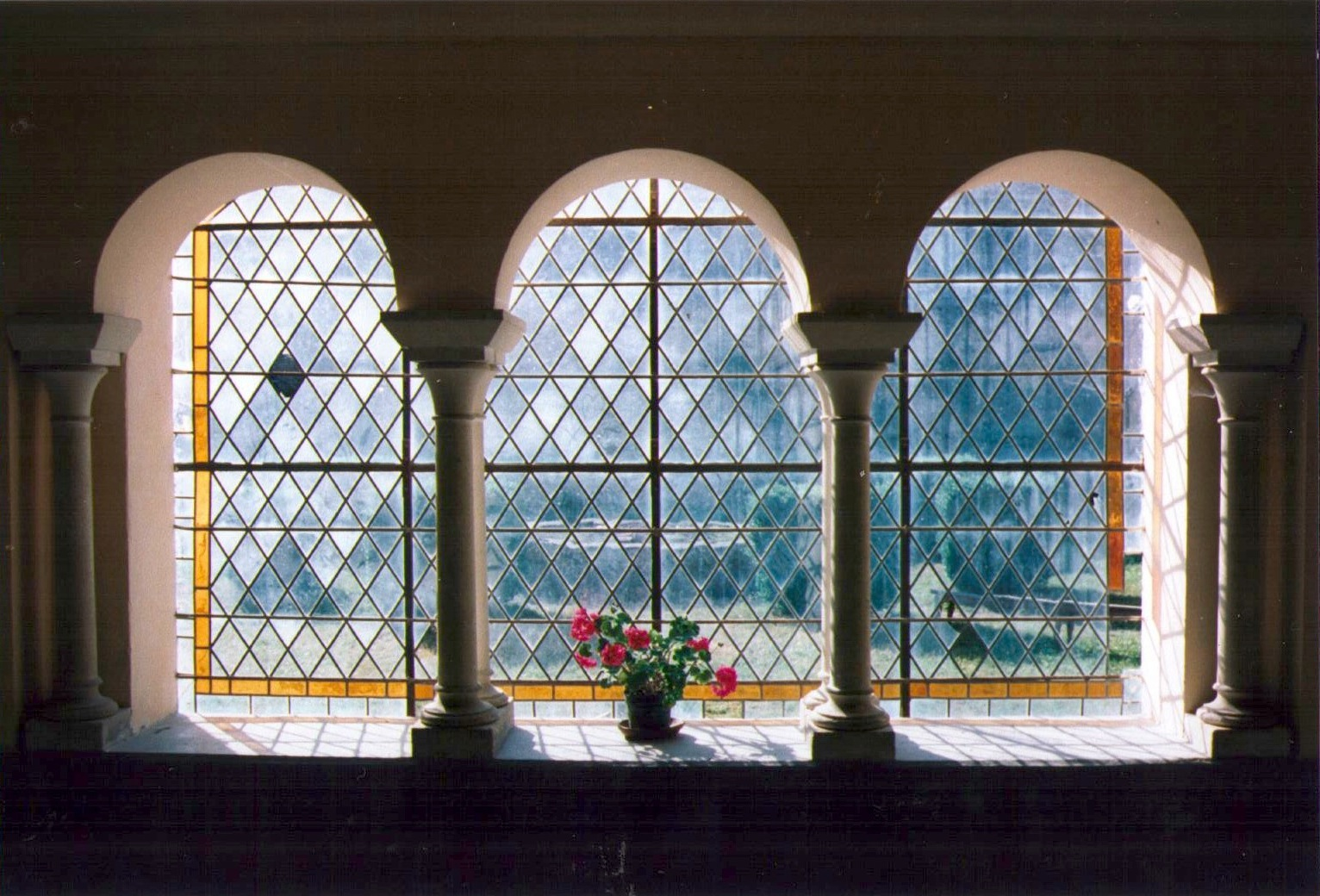
Une des suites de vitraux du cloître.

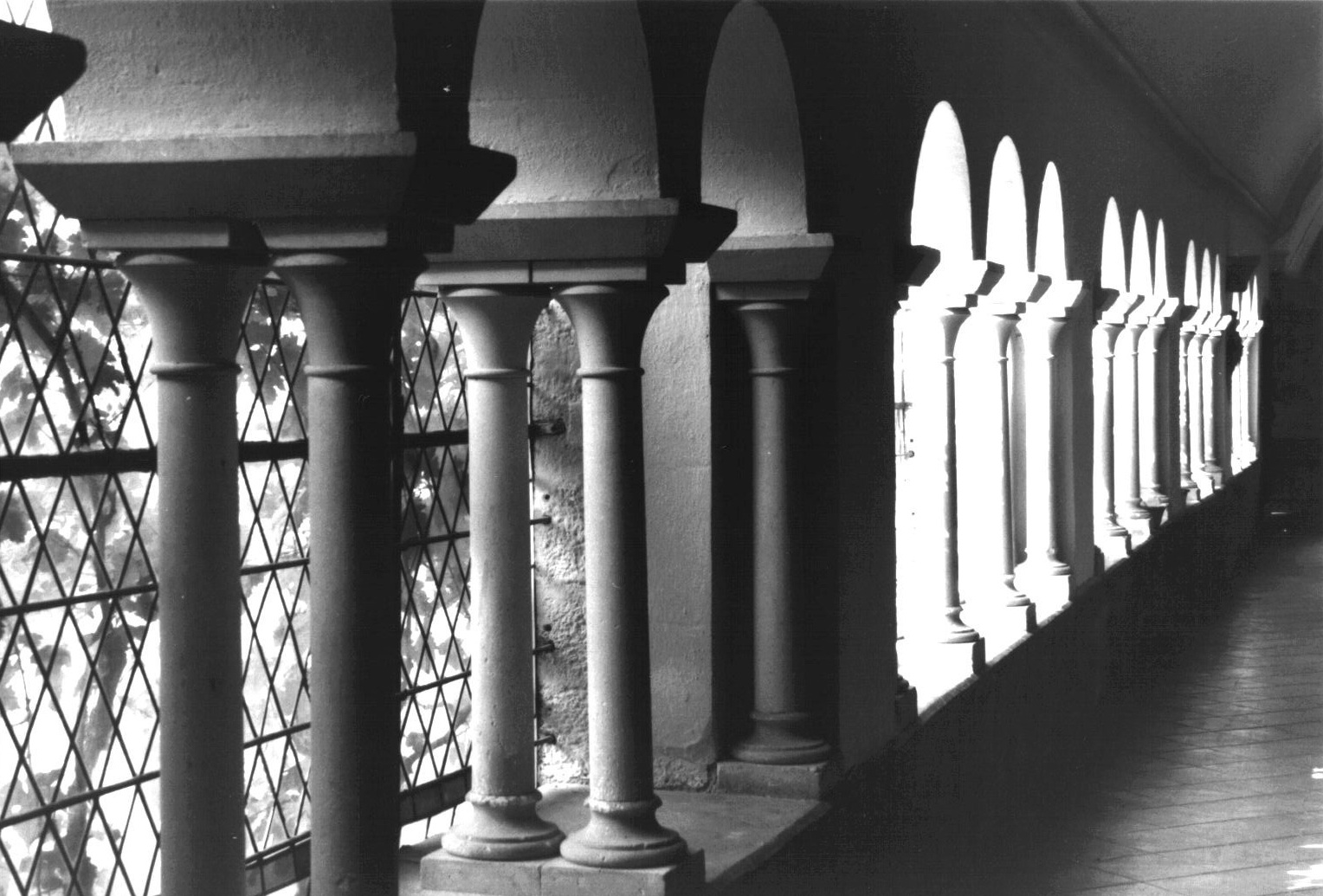
Cloître.

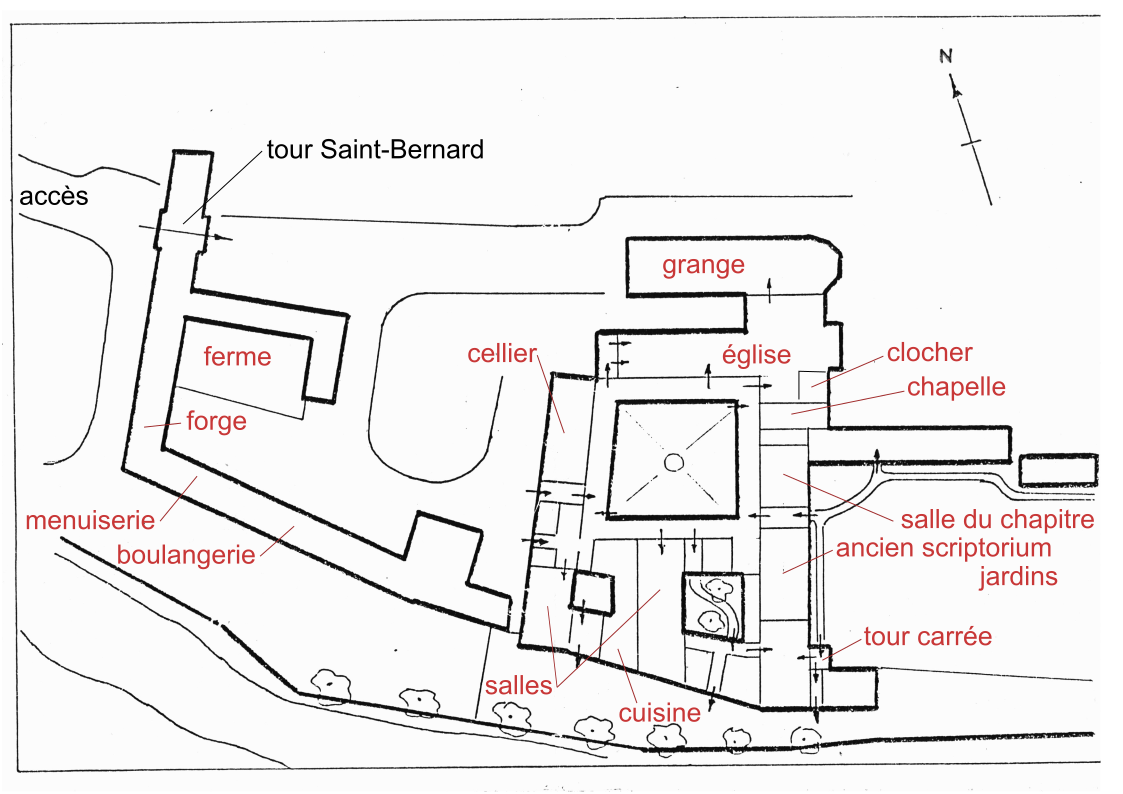
Plan.

Quelques grands personnages de la région sont enterrés dans cette partie de l'abbaye : Jalques, les seigneurs de Landorre, Roquecézière, Guillaume de Scorailles.

## Filiation et dépendances
Notre-Dame de Bonnecombe est fille de l'Abbaye Notre-Dame d'Aiguebelle.

## Abbés, prieurs

### Période de l'Ancien Régime
De 1167 à 1470 l'abbaye fut dirigée par trente et un abbés réguliers puis jusqu'en 1790 par des abbés commendataires :
Abbés réguliers
- Matfred : 1167-1170
- Guillaume Ier : 1171-1175
- Hugues Ier : 1175-1180
- Pons Ier : 1180-1182
- Ranulfe : 1182-1184
- Bertrand Ier : 1185-1198
- Albert : 1198-1200
- Bertrand II : 1200-1205
- Géraud de Valrufier : 1205-1217
- Amblard de Salles : 1217-1218
- Bernard Ier de Montlaur : 1218-1226
- Hugues II : 1227-1229
- Guillaume II Gausserand : 1229-1232
- Rainal Sicard : 1232-1233
- Guillaume II Gausserand : 1234-1237
- Pierre Ier Ozembel : 1238-1250
- Guillaume III : 1251-1252
- Bernard II del Bac : 1253-1259
- Étienne : 1260-1262
- Astruc de Limairac : 1263-1294
- Vivian du Monastier : 1294-1308
- Pons II du Bourg : 1308-1337
- Raymond Ier de Rouffiac (?) : 1344-1360
- Raymond II Léviat : 1361-1381
- Pierre II : 1381-1396
- Arnal Raymond, ne prend pas possession de son siège[3]
- Pierre III d'Aunhac : 1399-1422
- Hugues III de Castelpers[7] : 1422-1432
- Pierre IV de Cumba : 1432-1442
- Astorg de Cénaret (?) : 1442-1457
- Jean Ier Garrigues : 1457-1470

Abbés commendataires
- Jean II de Jouffroy : 1470-1472
- Jean III d'Amboise : 1473-1475
- Guillaume IV d'Estouteville, cardinal-évêque d'Ostie, archevêque de Rouen : 1475-1483
- Jean-Baptiste [Cibo], cardinal-prêtre de Sainte-Cécile, élu Pape en 1484 sous le nom d'Innocent VIII : 1483-1484
- Jean IV Colonna : 1485-1493
- Clément de La Rovère : 1493-1504
- Charles-Dominique de Carretto : 1504-1514
- Nicolas Fieschi : 1514-1515
- Jean V de Carretto : 1515-1521
- Paul de Carreto, évêque de Cahors, en 1524 maître de la chapelle du roi, décédé en septembre 1553[8] : 1521-1553
- Alexandre de Carreto, abbé commendataire de Conques en 1566 et de Bonnecombe en 1571 : 1553-1596
- Jean VI de Mignot : 1608-1627
- Charles-Jacques de Gélas de Léberon : 1628-1654
- Jules Mazarin : 1654-1656
- Renaud d'Este, prince de Modène, dit le cardinal d'Este : 1656-1672
- Antoine de Guiscard : 1672-1703
- François-Louis de Clermont-Tonnerre : 1706
- Joseph-Emmanuel de La Trémoille de Noirmoutier : 1706-1707
- Hugues-Philippe de Lézay de Luzignen : 1707-1737
- Pierre-Jules-César de Rochechouart-Montigny : 1737-1776
- Claude du Cheylar : 1776-1779
- Jean-Antoine de Castellas : 1779-1790

### Époque contemporaine
- Dom Joachim Raynaud, 1er prieur : 1877
- Dom Aurèle Euvrard, 2e prieur

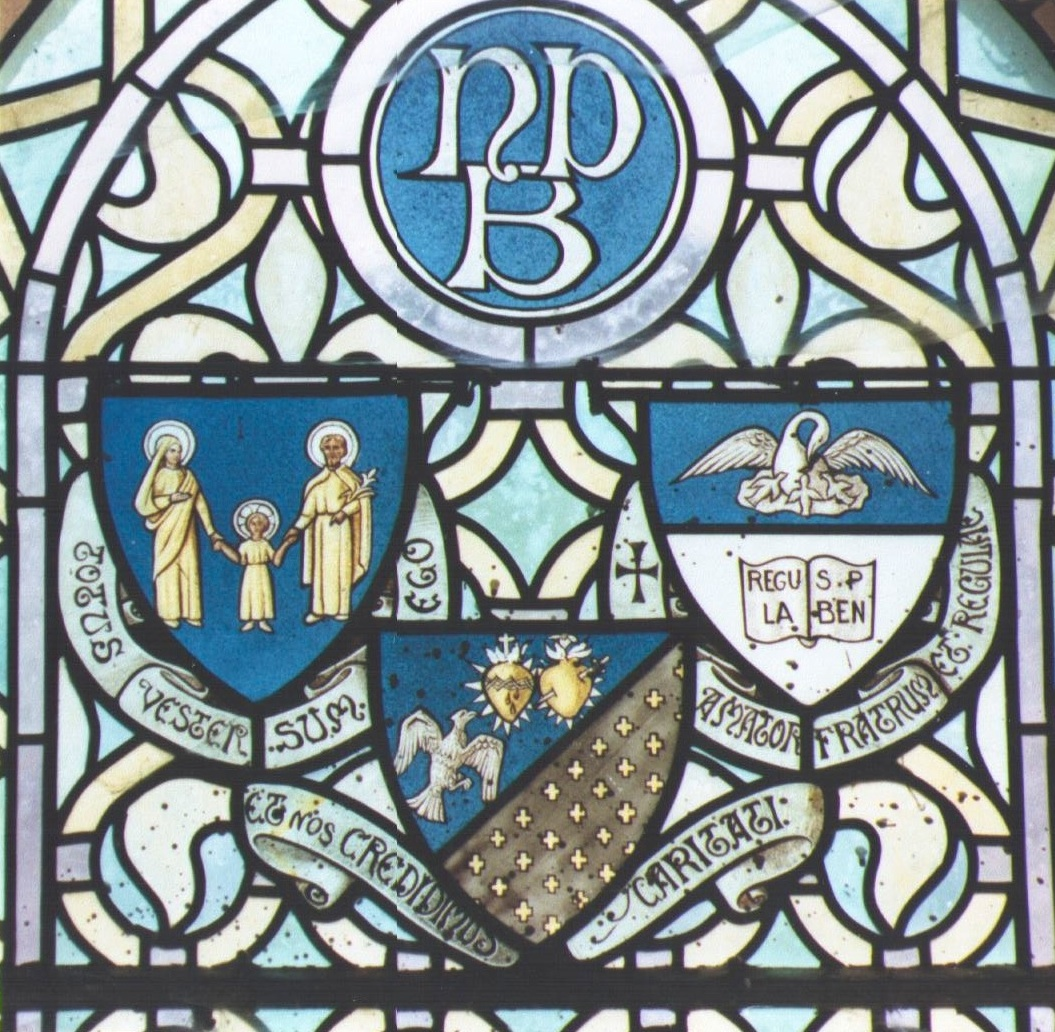
Détail de vitrail du grand escalier.

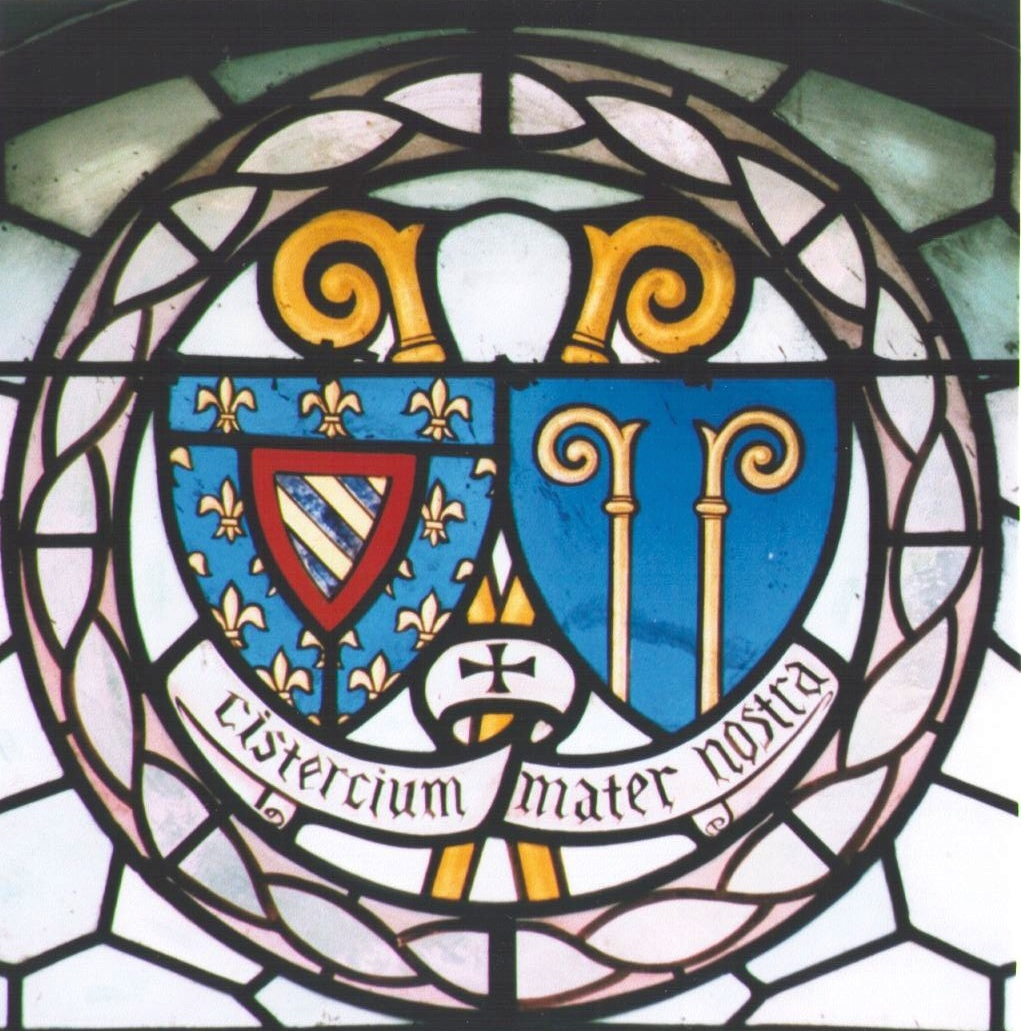
Détail de vitrail de la salle du chapitre.

- Dom Ephrem de Carrière, 3e prieur : 1881-1888
- Dom Emmanuel Bernex, 4e prieur (1888-1895) et 1er abbé
- Dom Émile Lorne, 2e abbé : 1901-1918
- Dom Arsène Maurel, 3e abbé : 1919-1930
- Dom Joachim Delaigue, supérieur (1930-1932)
- Dom Jean Bousquet, supérieur (1932-1937) puis 4e abbé

## Religieux célèbres
- Jourdain de Morlhon-Valette au XIVe siècle

## Propriétés, terriers, bénéfices, églises
- 1194 - Donation faite par Étienne dell Estroa à l'abbaye[9]
- 1217 - Pacages sur des terres s'étendant de Gramond à Viaur.
- 1225 - Bonneval vend La Serre et ses dépendances à Bonnecombe. L'ensemble est vendu pour 10 000 sous roudaneses. La moitié de la somme est payée en bêtes à cornes (84 bœufs ou vaches). Les raisons de cette vente restent inconnues.
- 1225 - ca, Fief de Montmeyrac (en partie), construction de la Grange de Bonnefon, en briques cuites locales, la seule de ce genre dans le Rouergue, réserve non accensée de plus de 300 hectares[10]
- 1415 - 70 mas dépendent de la Grange de Bonnefon (plus de 6000 hectares). Ce patrimoine perdura jusqu'à la Révolution. Il y avait un pressoir banal à vis à Bonnefon.
- …   - les mas de la paroisse de Teillet étaient en: (miega anceria), autrement dit en copropriété entre les moines et le seigneur de Tanus ou les religieux de Sauveterre
- …   - Terres de Pousols, La Carpelie, Rocayrols dans la paroisse de Saint-Just partagées entre le même abbé per mitat an l'abadessa del monestier de Saint-Sernin-sous-Rodez
- …   - Fiefs de Saint-Martial de Contensou disputés entre les Hospitaliers des Canabières et les religieux de Bonnecombe.
- …   - La quasi-totalité de la paroisse de Naucelle.
- …   - églises de Saint-Hilaire, Naucelle, Saint-Martin (construite par les moines en 1254), Comps, Carcenac-Salmiech

## Revenus
L'abbé était à la fois seigneur civil et religieux. Avec le rattachement des églises à l'abbaye, il jouissait du droit de pourvoir les cures. Il attribuait les terres, avec bail à cens passé devant notaire.
Il touchait le cens, une part des récoltes, raisins et animaux, à titre religieux l'impôt de Dieu : Lou deyme (la dîme et les prémices). À titre civil : Lou quint : le champart ou quinte-gerbe des céréales. Taxes spéciales sur la vigne au taux normal du : dixième panier pour toute la récolte. Pour les animaux c'est la dixme de carnelage ou deyme carnenc.